# Uścinowicze (leśniczówka w sielsowiecie Krzywe Sioło)
Uścinowicze – dawna leśniczówka. Tereny, na których była położona leżą obecnie na Białorusi, w obwodzie mińskim, w rejonie wilejskim, w sielsowiecie Krzywe Sioło.

## Historia
W czasach zaborów  w gminie Kurzeniec, w powiecie wilejskim, w guberni wileńskiej Imperium Rosyjskiego.
W latach 1921–1945 leśniczówka leżała w Polsce, w województwie wileńskim, w powiecie wilejskim, w gminie Kurzeniec.
Powszechny Spis Ludności z 1921 roku nie podał danych dotyczących miejscowości. W 1931 w 1 domu zamieszkiwało 10 osób.
Miejscowość podlegała pod Sąd Grodzki w Wilejce i Okręgowy w Wilnie; właściwy urząd pocztowy mieścił się w Kurzeńcu.
W wyniku napaści ZSRR na Polskę we wrześniu 1939 miejscowość znalazła się pod okupacją sowiecką. 2 listopada została włączona do Białoruskiej SRR. Od czerwca 1941 roku pod okupacją niemiecką. W 1944 miejscowość została ponownie zajęta przez wojska sowieckie i włączona do Białoruskiej SRR.